# 12318 Kästner
12318 Kästner è un asteroide della fascia principale. Scoperto nel 1992, presenta un'orbita caratterizzata da un semiasse maggiore pari a 2,9944878 au e da un'eccentricità di 0,2116055, inclinata di 12,26937° rispetto all'eclittica.
Scoperto il 13 settembre 1992 dagli astronomi tedeschi Freimut Börngen e Lutz D. Schmadel, è stato così nominato in onore di Erich Kästner un noto scrittore, poeta e giornalista tedesco.
Non sono stati ancora osservati dati spettroscopici precisi per questo asteroide, quindi la sua composizione è solo ipotetica. Tuttavia, in base alla posizione e alle dimensioni probabili, Kästner potrebbe rientrare in uno di questi tipi comuni della fascia principale:
- Tipo C (carbonaceo): Se fosse un asteroide di tipo C, avrebbe una superficie scura e rifletterebbe meno luce, con un'albedo basso. Questi asteroidi sono ricchi di carbonio e si ritiene che siano tra i più antichi del Sistema Solare.
- Tipo S (silicaceo): Gli asteroidi di tipo S sono più chiari, con una superficie che riflette più luce, indicativa di una composizione rocciosa e metallica.